# كعكة الرهيبة

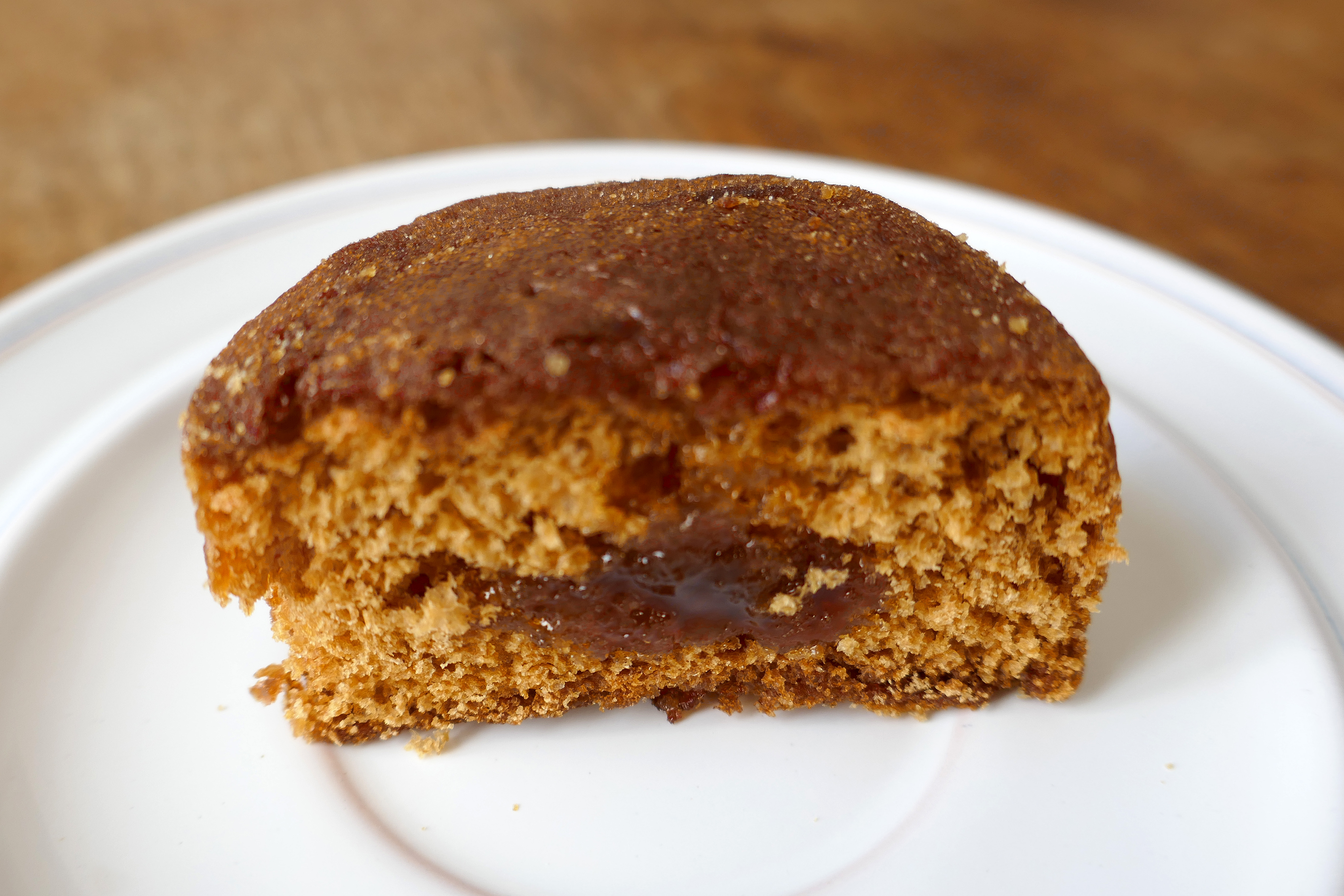
كعكة مقطوعة

كعكة الرُّهَيْبَة أو النُنِتّة (بالفرنسية: Nonnette) (تصغير لكلمة راهبة أي الرُّهَيبة) هي معجنات فرنسية من خبز الزنجبيل مصنوعة من العسل ودقيق الشيلم وعادة ما تكون محشوة بالمرملاد البرتقالي أو العسل، وتُطلى عادةً بمزيج من بياض البيض والسكر وعصير الليمون وتقدم كثيرًا خلال عيد الميلاد.
تميل كعكة الرهيبة لتكون ملمساء لزجة رطبة بسبب التزجيج والطعم الحار بسبب مزيج من الهيل والزنجبيل والقرفة وجوزة الطيب والبهارات.

## الصور

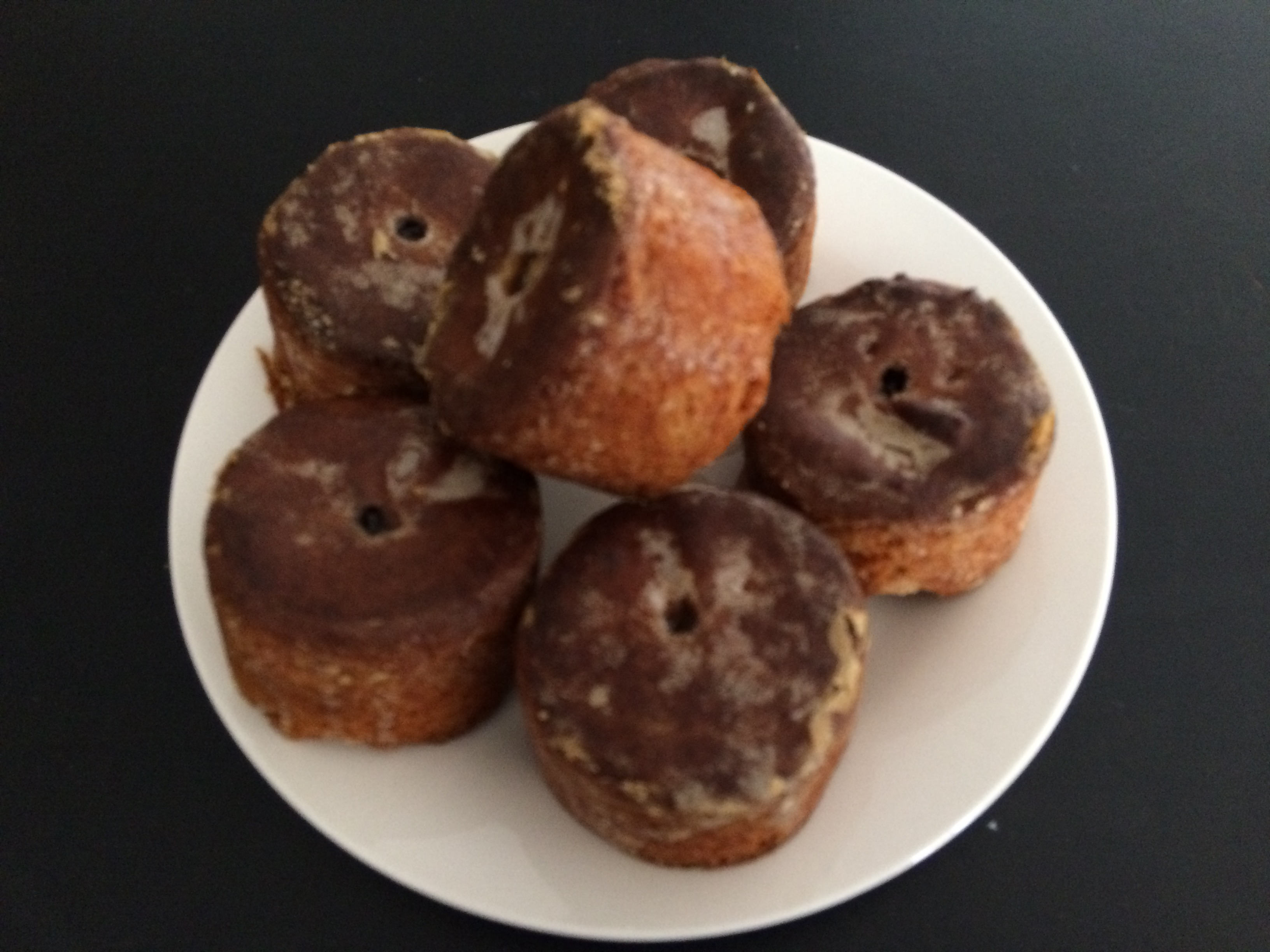
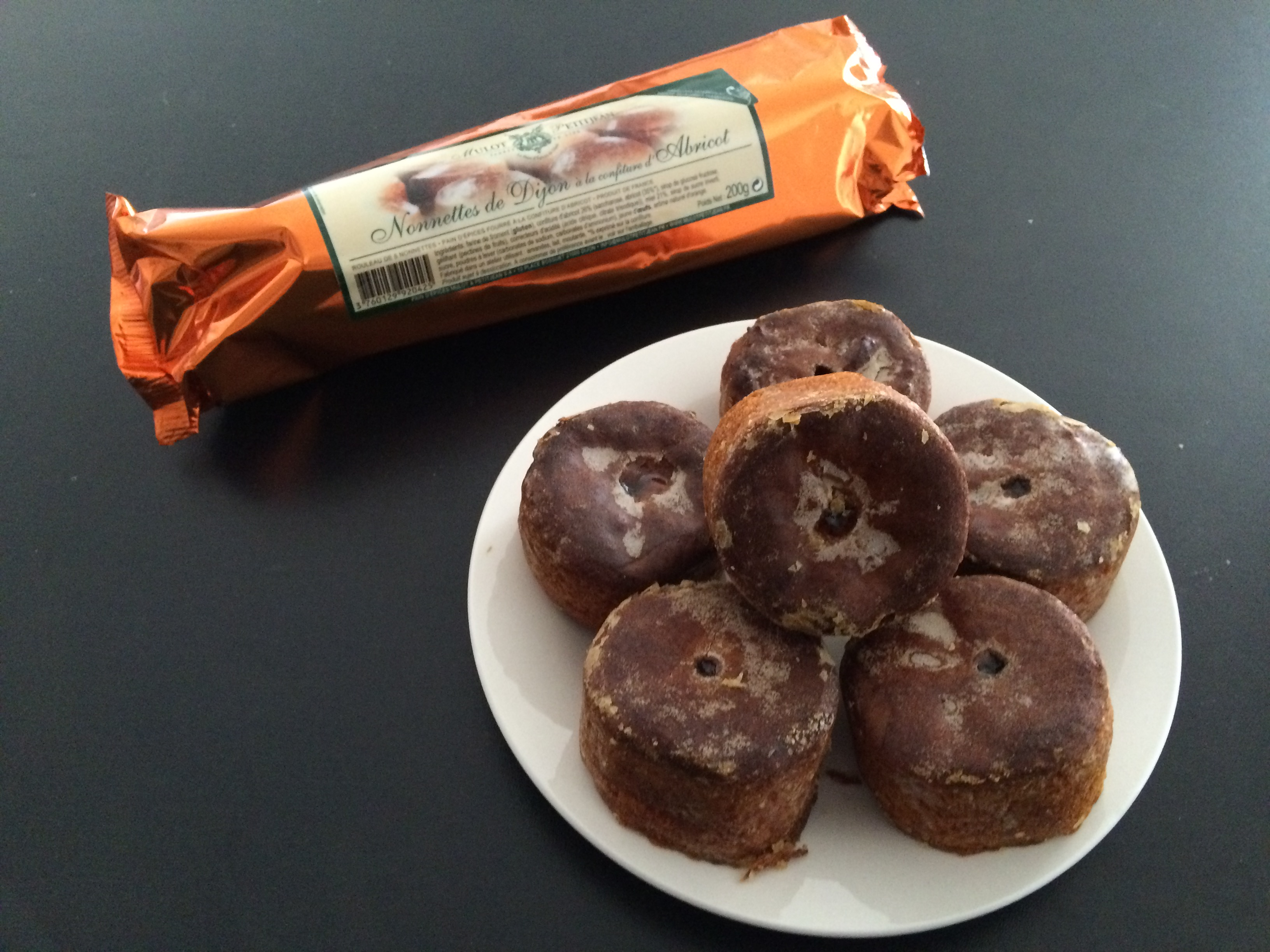
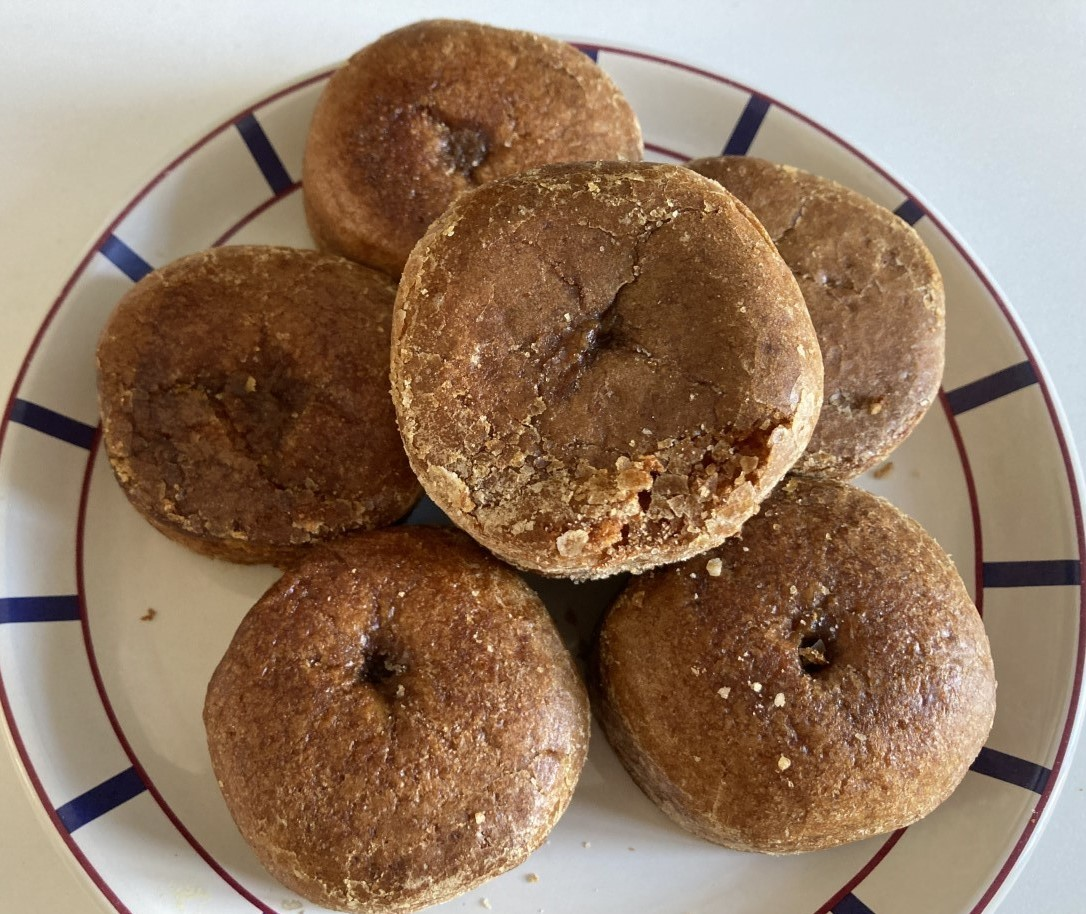